# Livres (Apple)
 (septembre 2012).
Si vous disposez d'ouvrages ou d'articles de référence ou si vous connaissez des sites web de qualité traitant du thème abordé ici, merci de compléter l'article en donnant les références utiles à sa vérifiabilité et en les liant à la section « Notes et références ».
Ne pas confondre avec l'ordinateur portable d'Apple iBook.

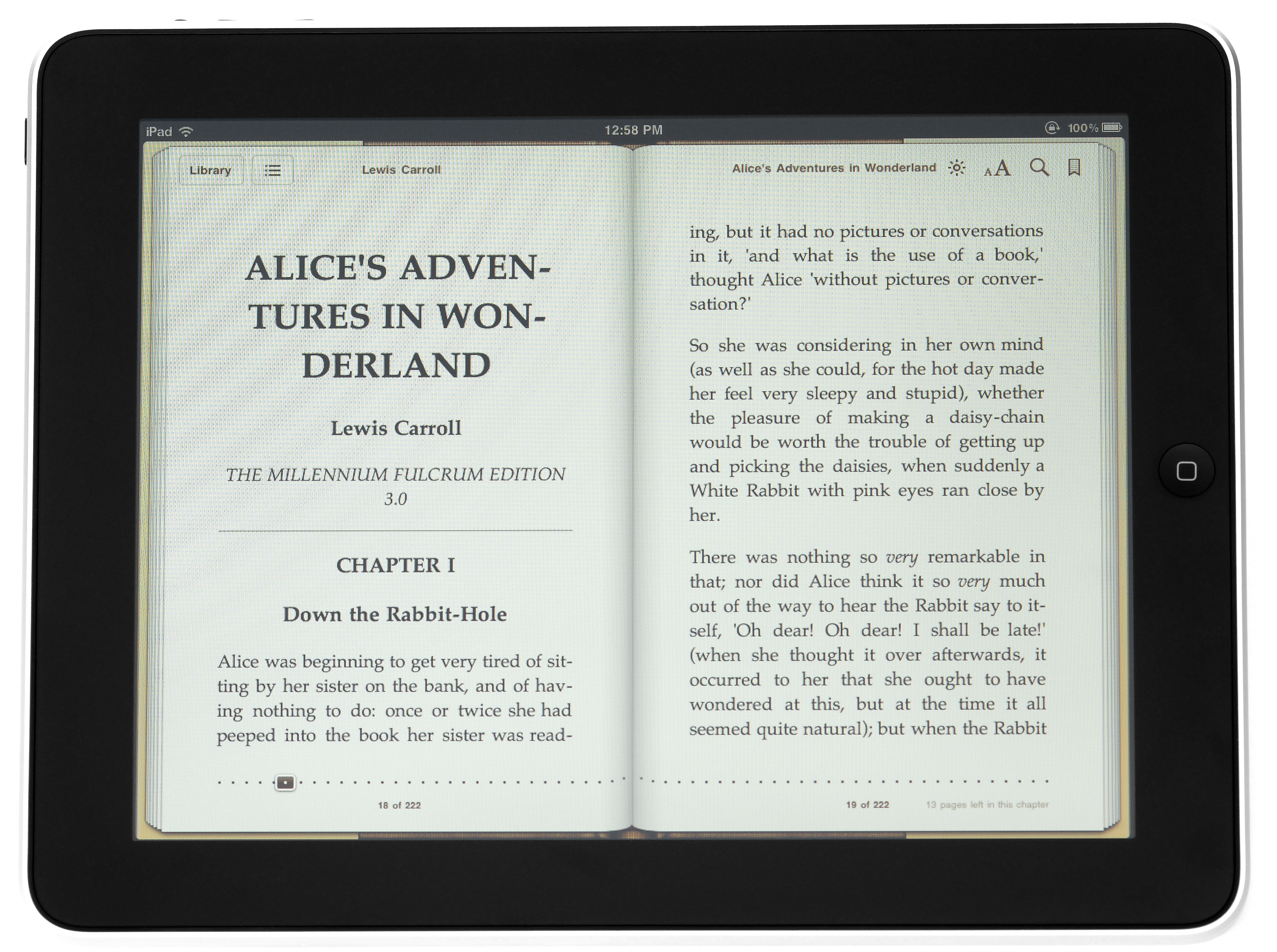
Un livre numérique sur iBooks (iPad de première génération)

Livres, anciennement iBooks puis Apple Books, est une application permettant d'acquérir des livres numériques dans une boutique en ligne puis de les lire à l’aide d’un iPad, d’un iPhone, d’un iPod touch ou d'un Mac. Apple Books est distribuée gratuitement par Apple. Accessible par n'importe quel écrivain, elle permet de diffuser du contenu en évitant les intermédiaires.

## Présentation
iBooks est disponible pour l'iPad depuis la sortie de ce dernier le 3 avril 2010, et, le 8 avril, Apple a présenté l'application pour iPhone et iPod touch (hormis les premières générations des deux appareils) avec la mise à jour 4.0 d'iOS, laquelle se synchronise avec iTunes ; il devient alors possible d'acheter un livre sur iPhone ou iPod touch et de le consulter sur iPad, et vice versa.
L'application permet désormais d'acquérir des livres numériques dans une boutique en ligne semblable à l'Apple Store, puis de les lire ces livres à l'aide d'un iPad, d'un iPhone, d'un iPod touch ou d'un Mac.
Dans le monde Android, Google Play offre des fonctionnalités similaires.
Depuis 2012, Apple propose également une application pour créer des livres numériques : iBooks Author.
À la WWDC 2018, Apple annonce avoir réorganisé l'application en cinq nouvelles sections : En cours, Bibliothèque, Librairie, Livres audio et Rechercher. L'application iBooks devient Apple Books et s'intitule "Livres" sur l'écran d'accueil. La nouvelle bibliothèque d’iOS 12 puise des éléments de l’application TV, d’Apple Music et de l’App Store introduit avec iOS 11.

## Installation
iBooks est une application optionnelle sur iOS (iPhone, iPad, et iPod touch). Depuis iOS 8, elle est installée sur l'appareil par défaut. Sur une version antérieure d'iOS, il est nécessaire de la télécharger sur l'App Store en y ayant un compte actif.
Pour les ordinateurs, elle fait partie des applications du système d'exploitation depuis OS X Mavericks, lequel est disponible en téléchargement gratuit depuis octobre 2013.

## Fonctionnement
Pour acheter les livres numériques, télécharger des livres du domaine public (Projet Gutenberg) ou des extraits gratuits, il suffit de démarrer l'application, puis d'acheter des livres en ligne sur un compte ouvert alimenté par paiement bancaire ou par crédit de carte iTunes validable par son numéro (les livres sont transférés dans une bibliothèque virtuelle sur l'iPad une fois achetés), et de sélectionner le livre à lire.
Pour tourner une page du livre virtuel, un simple glissement de doigt suffit. L'index permet d'accéder directement à une page ou un chapitre. On peut effectuer une recherche par mot (on obtient alors toutes les occurrences) ou par section de phrase (laquelle mène directement au passage recherché dans l'ouvrage).

## Accessibilité
iBooks est accessible aux personnes aveugles ou malvoyantes :
- les personnes malvoyantes ayant une vision résiduelle suffisante peuvent utiliser Zoom, la fonctionnalité d’agrandissement intégrée dans l'iPhone, l'iPod touch et l'iPad ;
- grâce au lecteur d’écran VoiceOver intégré au système d’exploitation, il est possible d’avoir une restitution vocale d’une part des contrôles de l’application,  d’autre part du contenu textuel des ouvrages numériques ;
- les braillistes peuvent aussi lire l’ouvrage sur une plage braille connectée.

## Formats
Les formats lus par iBooks sont ePub et PDF. Depuis sa version 2.0, iBooks lit aussi les livres créés avec iBooks Author (IBA).